# رئیس‌جمهور کره شمالی
رئیس‌جمهور جمهوری دموکراتیک خلق کره (به هانگول: 조선민주주의인민공화국 주석) از سال ۱۹۷۲ تا ۱۹۹۸ رئیس کشور کره شمالی بود. کیم ایل سونگ تنها دارنده این منصب از ۱۹۷۲ تا مرگش در سال ۱۹۹۴ بود. کیم ایل سونگ علاوه بر ریاست‌جمهوری، دبیرکل حزب کارگران کره، رئیس کمیسیون دفاع ملی و فرمانده عالی نیروهای مسلح کره شمالی نیز بود.
پس از مرگ او در سال ۱۹۹۴، این سمت تا سال ۱۹۹۸ بلامتصدی ماند و پسرش کیم جونگ ایل عنوان جانشینی او را دریافت نکرد. اصلاحیه قانون اساسی در سال ۱۹۹۸، کیم ایل سونگ را به‌عنوان رئیس‌جمهور ابدی معرفی کرد و این منصب را لغو نمود.

## انتخابات
در قانون اساسی ۱۹۷۲ اظهار شد که رئیس‌جمهور توسط مجمع عالی خلق برای یک دوره چهار ساله انتخاب می‌شود. اصلاحیه قانون اساسی در سال ۱۹۹۲ دوره ریاست‌جمهوری را به پنج سال افزایش داد که مصادف با دوره مجمع عالی خلق است.
قانون اساسی کره محدودیتی برای انتخاب پیاپی رئیس‌جمهور تعیین ننموده و خط جانشینی را نیز مشخص نساخته‌است. همین‌طور سرپرستی دفتر رئیس‌جمهور زمانی که بلامتصدی است را روشن نکرده‌است.

## اختیارات
قانون اساسی ۱۹۷۲ بیان می‌کرد که رئیس‌جمهور رئیس کشور است و قدرت دولت را نمایندگی می‌کند.
همچنین رئیس‌جمهور رئیس کمیته مرکزی خلق بود که مسئول اصلی تعیین سیاست‌های داخلی کره شمالی بوده‌است. در مواقع ضروری رئیس‌جمهور می‌توانست جلسات شورای مدیریت را نیز هدایت کند.
رئیس‌جمهور به‌عنوان فرمانده عالی نیروهای مسلح و رئیس کمیسیون دفاع ملی قدرت کنترل نیروهای مسلح کشور را داشت.
رئیس‌جمهور این اختیار را داشت که معاون یا معاونان رئیس‌جمهور، دبیرکل و اعضای کمیته مرکزی خلق و نخست‌وزیر را که قرار بود توسط مجمع عالی خلق انتخاب شود، معرفی کند.
رئیس‌جمهور احکام مجمع عالی خلق، فرمان‌های کمیته مرکزی خلق و تصمیمات کمیته دائمی مجمع عالی خلق را ابلاغ می‌کرد. رئیس‌جمهور می‌توانست دستور کار جلسات مجمع عالی خلق را معرفی و دستورهایی را صادر کند.
رئیس‌جمهور می‌توانست معاهدات بین‌المللی را تصویب یا لغو کند. وی همچنین موظف به دریافت استوارنامه یا فراخوان از سفرای خارجی بود.
رئیس‌جمهور این اختیار را داشت که از اختیار عفو ویژه استفاده کند.
اصلاحیه ۱۹۹۲ قانون اساسی ۱۹۷۲ تغییراتی در اختیارات رئیس‌جمهور ایجاد کرد.
این اصلاحیه رئیس‌جمهور را از ریاست کمیسیون دفاع ملی کره که وظیفه کنترل نیروهای مسلح را داشت، بازداشت.
همین‌طور اختیار رئیس‌جمهور برای انعقاد معاهدات بین‌المللی به کمیته مرکزی خلق واگذار شد. در عوض، رئیس‌جمهور موظف شد معاهدات بین‌المللی را که تصویب یا لغو شده‌است، اعلام دارد.
به رئیس‌جمهور این اختیار داده شد تا سفیران و وزیران کشور را در دیگر کشورها منصوب یا فرابخواند که قبلاً متعلق به کمیته مرکزی خلق بود.

## دارندگان منصب

### فهرست رؤسای جمهور کره شمالی
| رئیس‌جمهور                                | رئیس‌جمهور                       | حزب سیاسی | حزب سیاسی       | آغاز دوره      | پایان دوره   | مجمع عالی خلق       |
| ---------------------------------------- | ------------------------------- | --------- | --------------- | -------------- | ------------ | ------------------- |
|                                          | کیم ایل سونگ 김일성 (۱۹۱۲–۱۹۹۴) |           | حزب کارگران کره | ۲۷ دسامبر ۱۹۷۲ | ۸ ژوئیه ۱۹۹۴ | ۵ام ۶ام ۷ام ۸ام ۹ام |
| بلامتصدی (۵ ژوئیه ۱۹۹۴ — ۵ سپتامبر ۱۹۹۸) |                                 |           |                 |                |              |                     |